# Jódar
Jódar – gmina w Hiszpanii, w prowincji Jaén, w Andaluzji, o powierzchni 148,78 km². W 2011 roku gmina liczyła 12 117 mieszkańców.